# Matheus Cavichioli
Matheus Fernando Cavichioli (Caçador, 27 luglio 1986) è un calciatore brasiliano, portiere del Ferroviário-CE.

## Carriera
Cavichioli ha iniziato la sua carriera nel settore giovanile del Grêmio. Nel 2007 è stato prestato alla Figueirense, dove ha disputato una partita del Campionato Catarinense. In seguito è stato prestato al Pão de Açúcar, al São José e due volte al Caxias.
Dopo un breve periodo nel 2011 al Novo Hamburgo, l'anno successivo è stato acquistato dallo Sport Recife dove ha debuttato in Série A il 2 dicembre entrando in campo al posto di Saulo infortunatosi nel secondo tempo.
Negli anni successivi ha giocato nel Campionato Gaúcho e in Série D con Lajeadense, Brasil de Farroupilha, Passo Fundo e Novo Hamburgo.
Il 10 maggio 2017 è stato acquistato a titolo definitivo dalla Juventude; dopo aver ottenuto il ruolo di titolare, il 7 dicembre ha rinnovato il contratto per un'ulteriore stagione.
Rimasto senza squadra, si è accordato con l'Oeste per il 2019. L'anno successivo ha firmato con il Guarani, ma ha rescisso pochi mesi dopo non essendo mai stato utilizzato.
Il 10 agosto 2020 è stato annunciato dall'América-MG con un contratto annuale. Al termine della stagione dopo aver conquistato la promozione in Série A ha rinnovato per un ulteriore anno. Il 30 maggio 2021 è tornato a giocare un incontro in massima divisione, a 9 anni dalla prima e unica partita disputate (con lo Sport Recife).
Il 9 dicembre 2021 ha prolungato il proprio contratto con il club di Minas Gerais fino a dicembre 2023. Il 16 aprile 2023 ha disputato il suo primo incontro internazionale, in Coppa Sudamericana contro il Peñarol.

## Statistiche

### Presenze e reti nei club
Statistiche aggiornate al 1º giugno 2023.
| Stagione        | Squadra               | Campionato      | Campionato | Campionato | Coppe nazionali | Coppe nazionali | Coppe nazionali | Coppe continentali | Coppe continentali | Coppe continentali | Altre coppe | Altre coppe | Altre coppe | Totale | Totale | Totale |
| Stagione        | Squadra               | Comp            | Pres       | Reti       | Comp            | Pres            | Reti            | Comp               | Pres               | Reti               | Comp        | Pres        | Reti        | Pres   | Reti   |        |
| --------------- | --------------------- | --------------- | ---------- | ---------- | --------------- | --------------- | --------------- | ------------------ | ------------------ | ------------------ | ----------- | ----------- | ----------- | ------ | ------ | ------ |
| 2007            | Figueirense           | PD/SC           | 1          | -2         |                 | -               | -               |                    | -                  | -                  |             | -           | -           | 1      | -2     |        |
| 2010            | São José              | A2/SP           | 21         | -24        |                 | -               | -               |                    | -                  | -                  |             | -           | -           | 21     | -24    |        |
| 2010            | Caxias                | C               | 0          | 0          |                 | -               | -               |                    | -                  | -                  |             | -           | -           | 0      | 0      |        |
| 2011            | Caxias                | A1/RS           | 13         | -20        | CB              | 4               | -6              |                    | -                  | -                  |             | -           | -           | 17     | -26    |        |
| 2012            | Sport Recife          | A               | 1          | -1         |                 | -               | -               |                    | -                  | -                  |             | -           | -           | 1      | -1     |        |
| 2013            | Sport Recife          | A1/PE+B         | 0          | 0          | CB              | 0               | 0               | CS                 | 0                  | 0                  | CdN         | 0           | 0           | 0      | 0      |        |
| 2014            | Lajeadense            | A1/RS           | 0          | 0          | CB              | 0               | 0               |                    | -                  | -                  |             | -           | -           | 0      | 0      |        |
| 2014            | Pelotas               | D               | 7          | -12        |                 | -               | -               |                    | -                  | -                  |             | -           | -           | 7      | -12    |        |
| 2015            | Veranópolis           | A1/RS           | 15         | -12        |                 | -               | -               |                    | -                  | -                  |             | -           | -           | 15     | -12    |        |
| 2015            | Brasil de Farroupilha | A2/RS           | 9          | -5         |                 | -               | -               |                    | -                  | -                  |             | -           | -           | 9      | -5     |        |
| 2016            | Passo Fundo           | A1/RS           | 13         | -23        |                 | -               | -               |                    | -                  | -                  |             | -           | -           | 13     | -23    |        |
| 2016            | Novo Hamburgo         | D               | 6          | -6         |                 | -               | -               |                    | -                  | -                  |             | -           | -           | 6      | -6     |        |
| 2017            | Novo Hamburgo         | A1/RS           | 33         | -28        |                 | -               | -               |                    | -                  | -                  |             | -           | -           | 33     | -28    |        |
| 2017            | Juventude             | B               | 17         | -14        |                 | -               | -               |                    | -                  | -                  |             | -           | -           | 17     | -14    |        |
| 2018            | Juventude             | A1/RS+B         | 8+24       | -11; -24   | CB              | 0               | 0               |                    | -                  | -                  |             | -           | -           | 32     | -35    |        |
| 2019            | Oeste                 | A1/SP+B         | 12+13      | -14 ; -15  | CB              | 2               | -1              |                    | -                  | -                  |             | -           | -           | 27     | -30    |        |
| 2020            | Guarani               | A1/SP           | 0          | 0          |                 | -               | -               |                    | -                  | -                  |             | -           | -           | 0      | 0      |        |
| 2020            | América-MG            | M1/MG+B         | 0+32       | -21        | CB              | 9               | -8              |                    | -                  | -                  |             | -           | -           | 41     | -29    |        |
| 2021            | América-MG            | M1/MG+A         | 14+35      | -11 ; -34  | CB              | 4               | -3              |                    | -                  | -                  |             | -           | -           | 53     | -48    |        |
| 2022            | América-MG            | M1/MG+A         | 0+25       | -26        | CB              | 4               | -3              | CL                 | 0                  | 0                  |             | -           | -           | 29     | -29    |        |
| 2023            | América-MG            | M1/MG+A         | 11+5       | -11 ; -14  | CB              | 4               | -2              | CS                 | 4                  | -7                 |             | -           | -           | 24     | -34    |        |
| Totale carriera | Totale carriera       | Totale carriera | 315        | -328       |                 | 27              | -23             |                    | 4                  | -7                 |             | 0           | 0           | 346    | -358   |        |